# دودو (لاعب كرة قدم مواليد 1982)
دودو هو لاعب كرة قدم برازيلي في مركز الوسط، ولد في 10 فبراير 1982 في ساو لويز في البرازيل. لعب مع نادي بوتافوغو اس بي.

## وصلات خارجية
- دودو (لاعب كرة قدم مواليد 1982) على موقع قاعدة بيانات كرة القدم.إي يو (الإنجليزية)
- دودو (لاعب كرة قدم مواليد 1982) على موقع Soccerway.com (الإنجليزية)